# .vc
.vc為聖文森特和格林納丁斯國家及地區頂級域（ccTLD）的域名。該域名於1991 年 9 月 3 日啟用。該域名没有任何限制。用戶可以在二級域名以及三級域名之下註冊。

## 外部連結
- IANA .vc whois information
- .vc domain registration website
- .vc whois search

国内用户
- LV  （页面存档备份，存于）
- AndyLau  （页面存档备份，存于）
- UGG